# Benedictus Berzelius
Benedictus Berzelius, född omkring 1654 i Motala församling, död 19 maj 1710 i Linköping, var en svensk präst.

## Biografi
Berzelius föddes omkring 1654 på Bergsätter i Motala församling. Han var son till bonden Jöns Håkansson och Lucia Bengtsdotter. Han började sina studier vid Linköpings gymnasium. Han prästvigdes 29 mars 1686 och blev adjunkt i Rystads församling. Berzelius blev komminister 2 maj 1688 i Rystads församling. 1695 blev han komminister i Landeryds församling och 1705 hospitalspredikant i Linköping. Han var även domkyrkosyssloman 1706. Berzelius avled 19 maj 1710 i Linköping.

### Familj
Berzelius gifte sig 19 november 1689 med Gertrud Wigert. Hon var dotter till tunnbindaren Henric Jacobsson Wigert och Brita Ivarsson i Söderköpings stad. De fick tillsammans barnen Nils (1690-1756), Brita (1692-1759), Gertrud (1694-1768) Jöns, Ingrid (född 1701) och Henric.